# Douglas A-1 Skyraider
El Douglas A-1 Skyraider (originalmente XBT2D-1, y más tarde AD) fue uno de los aviones embarcados más importantes y recordados de la segunda mitad del siglo XX, y de los pocos que logró la transición exitosa al empleo terrestre a gran escala. Inicialmente fue diseñado como monoplaza de bombardeo en picado y torpedeo, según un requerimiento de la Segunda Guerra Mundial. El diseño se basó en una célula voluminosa, debido al empleo de un potente motor radial de 18 cilindros.
Se incluyen entre sus motes: “Spad” (un avión biplano de la Primera Guerra Mundial), “Able Dog”, “El destructor”, “Hobo” (señal de llamada por radio usada por el escuadrón de operaciones aéreas especiales de la 1 División de la USAF), “Zorro”, “The big gun”, “Old Faithful”, “Old Miscellaneous”, “Fat Face” (versión AD-5/A-1E con dos asientos paralelos), “Guppy" (versión AD-5W), "Q-Bird" (AD-1Q/AD-5Q), “Flying Dumptruck” (A-1E), “Sandy” (Escolta de helicópteros de búsqueda en combate y salvamento) y “Crazy Water Buffalo” (mote survietnamita).

## Diseño y desarrollo

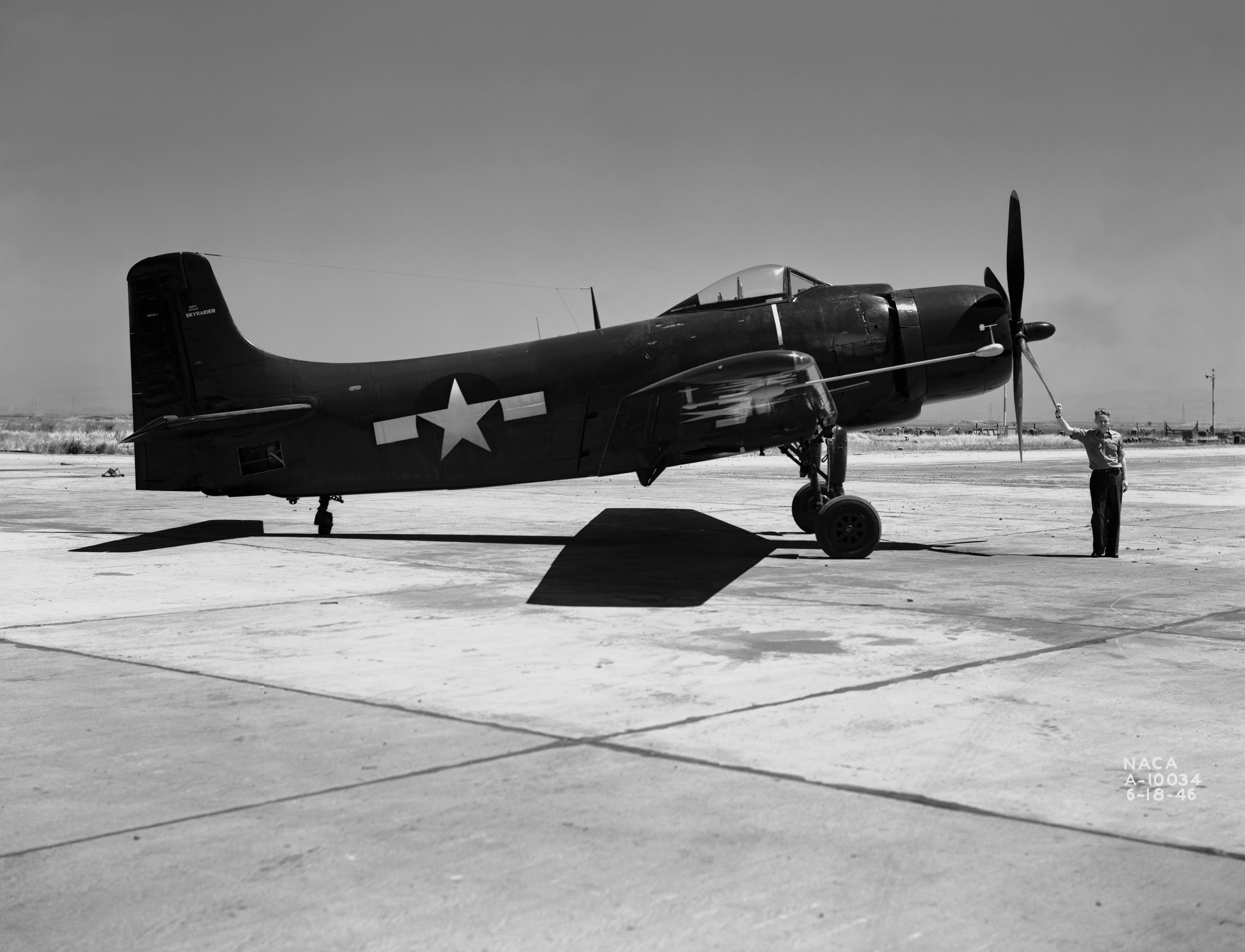
Prototipo del XBT2D-1.

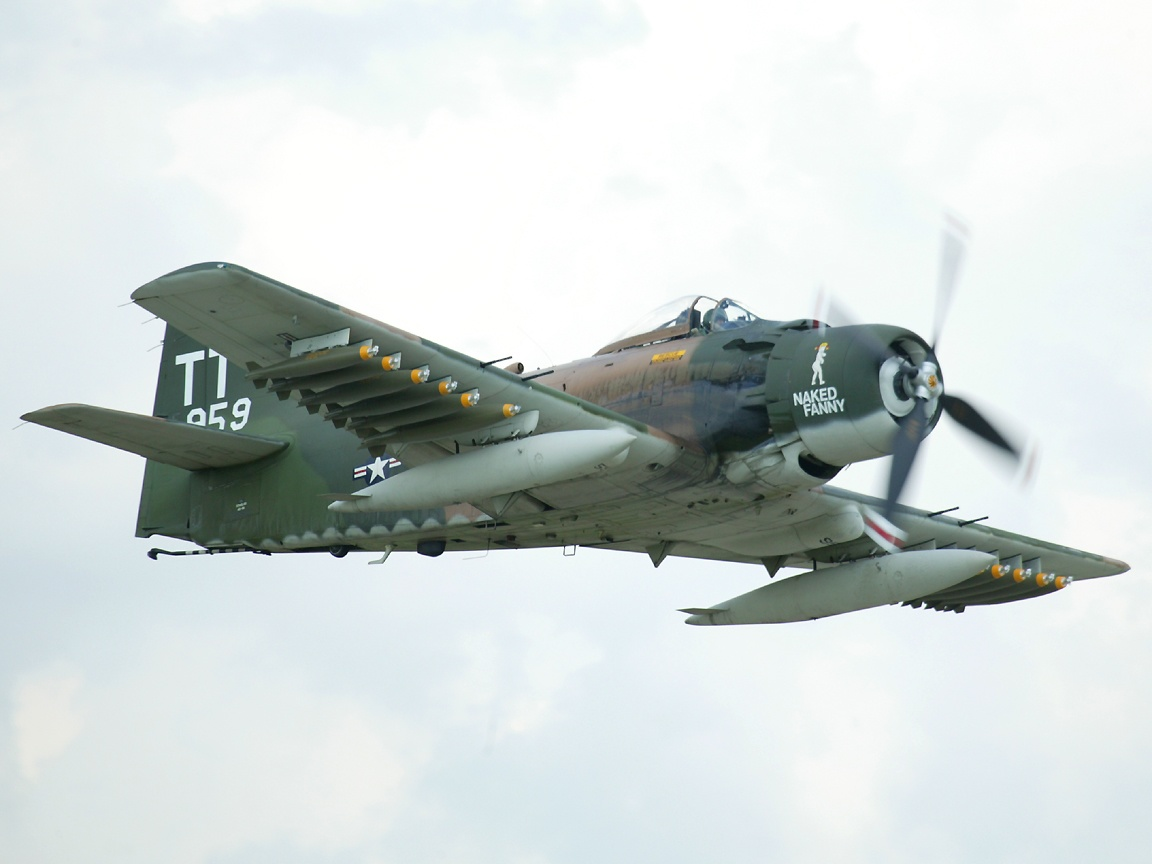
Douglas A-1 Skyraider.

El A-1 fue originalmente desarrollado para satisfacer los requerimientos de la Armada de los Estados Unidos de una aeronave embarcada, monoplaza, de largo alcance y excelentes prestaciones como bombardero en la Segunda Guerra Mundial.
Diseñado por Ed Heinemann de la compañía Douglas, el Skyraider fue designado el 6 de julio de 1944 como XBT2D-1. En abril de 1945, un mes después de su primer vuelo el 18 de marzo de 1945, fue evaluado por el Centro Aéreo Naval de Pruebas (NATC). En diciembre de 1946, después del cambio de designación a AD-1, se entregó la primera aeronave de serie lista para volar al escuadrón VA-19A.
El AD-1 fue construido en la planta de Douglas llamada «El segundo» en el sur de California. En las memorias del piloto de pruebas Bill Bridgeman, tituladas The Lonely Sky, se describen las peligrosas rutinas en el trabajo de certificación del AD-1 en la línea de ensamblaje (citando una producción de dos aeronaves por día), para entregárselo a la Armada de los Estados Unidos entre 1949 y 1950.
El diseño del monoplaza con ala baja comenzó con un motor radial Wright R-3350, posteriormente actualizado en varias ocasiones. El motor Ciclón Wright R-3350-26WD era el mismo que utilizaban los B-29.
Su característica más distintiva fue su larga ala recta con siete puntos de anclaje (cada una). Esto le dio una excelente maniobrabilidad a baja velocidad; adicionalmente le permitió llevar una gran cantidad de carga, y tener un amplio radio de combate para su comparativamente reducido tamaño, igualando a muchos aviones subsónicos y supersónicos a reacción (de su época).
Su punto fuerte era la variedad y cantidad de armas que podía llevar y el blindaje en torno a la cabina del piloto, que lo hacía idóneo para enfrentarse al fuego antiaéreo en misiones de apoyo táctico cercano.
Debido a las necesidades de la guerra en Corea, fue optimizado para las misiones de ataque a tierra, adaptándolo para llevar bombas, y fue protegido contra el fuego antiaéreo en los puntos clave, a diferencia de aviones como el P-51 Mustang, que sufrió muchas pérdidas en Corea por fuego antiaéreo.
Su motor de pistón accionaba una hélice cuatripala de 4,08 m de diámetro, siendo diseñado en la Segunda Guerra Mundial, y se empleaba en otros aviones de la Armada estadounidense como el Helldiver y el Avenger.
El Skyraider fue reemplazado en los años sesenta por el A-4 Skyhawk como avión principal de ataque diurno.
Usado por los Marines y la Armada estadounidenses en Corea y brevemente sobre Vietnam del Norte, fue adoptado tras su retirada en la Armada como avión de apoyo a tierra por la Fuerza Aérea de los Estados Unidos y la Fuerza Aérea Survietnamita durante la guerra de Vietnam, siendo posteriormente sustituido por el avión a reacción A-37 Dragonfly en la USAF y VNAF, y por el A-7 Corsair II en el servicio de la USAF.
En el siglo XXI se sopesó recuperar algunos Skyraider para su uso en Irak y Afganistán. Se descartó por su elevado coste. El A-1 ha quedado como referente en las fuerzas armadas estadounidenses de lo que debe esperarse de un avión de apoyo cercano y ataque, habiendo influido en el diseño de los aviones posteriores que han ejercido esa misión.

## Historia operacional

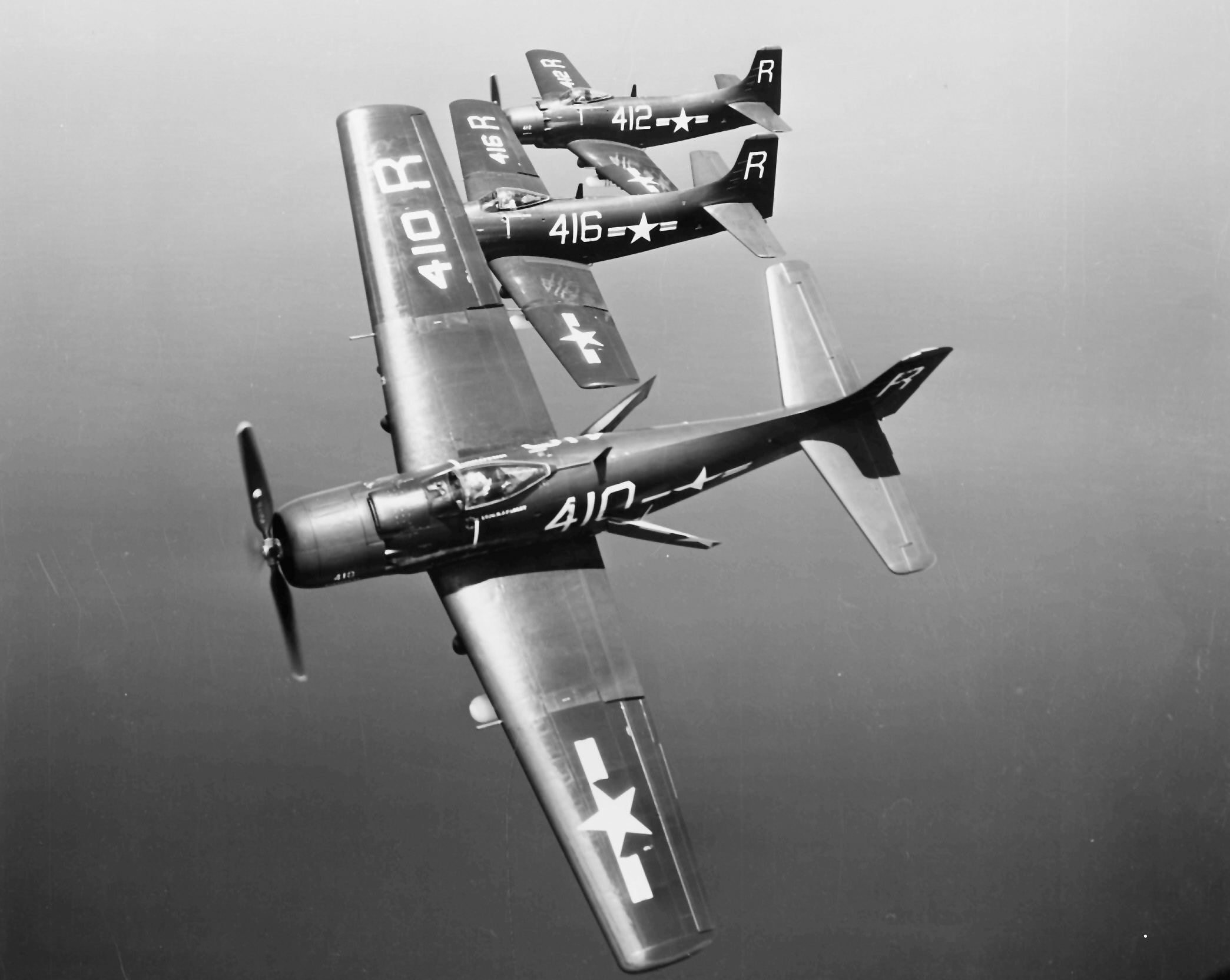
Patrulla de AD-3, usando el freno de picado.

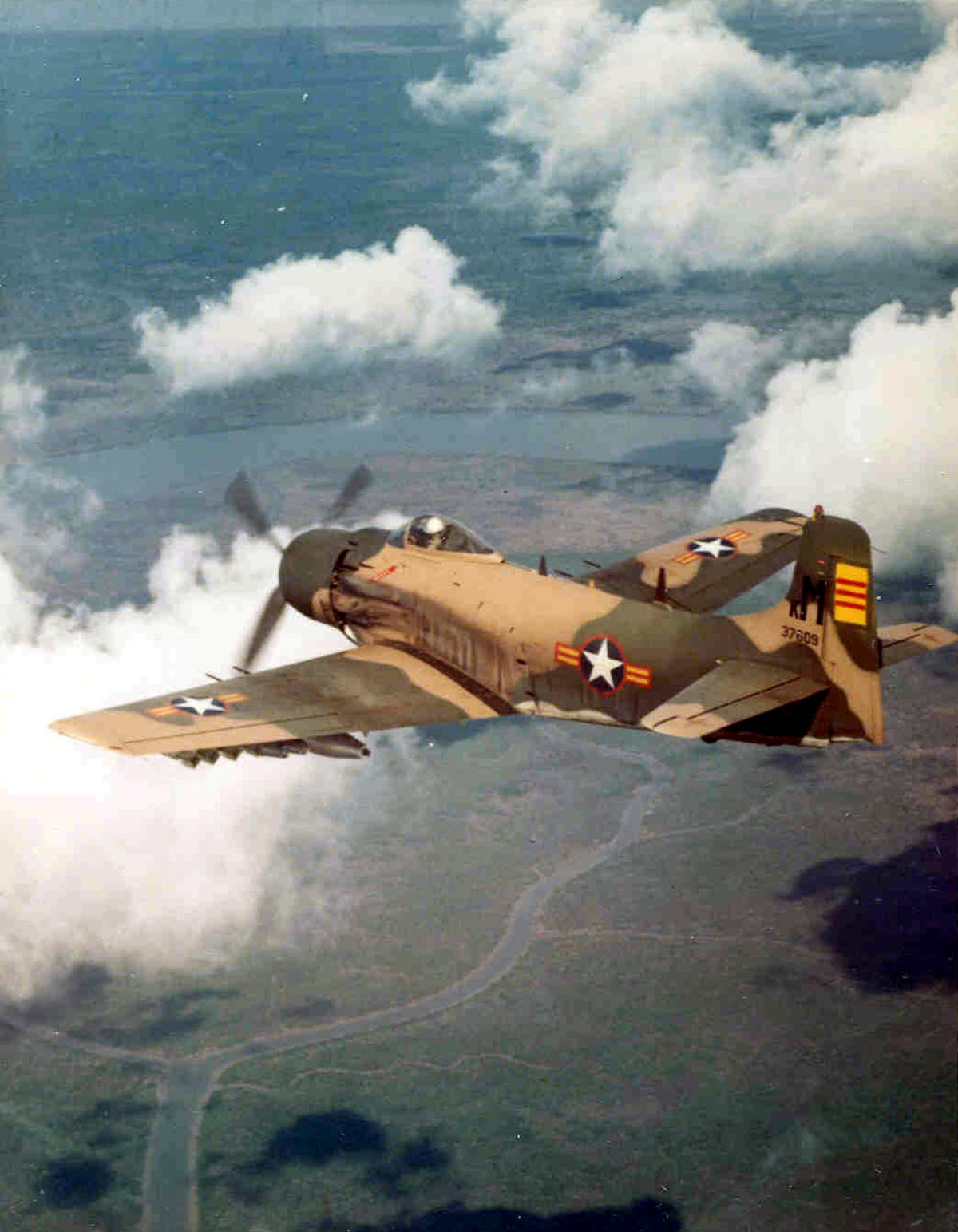
A-1H de Vietnam del Sur.

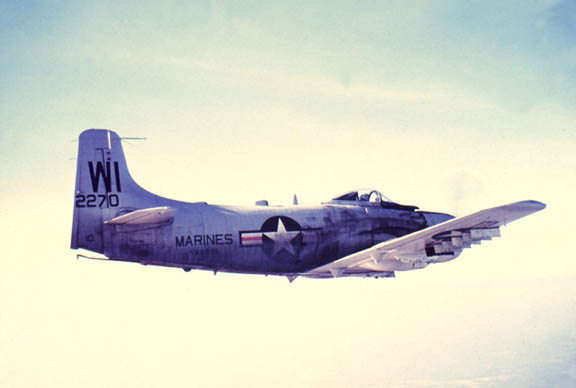
Douglas AD-4B en vuelo.

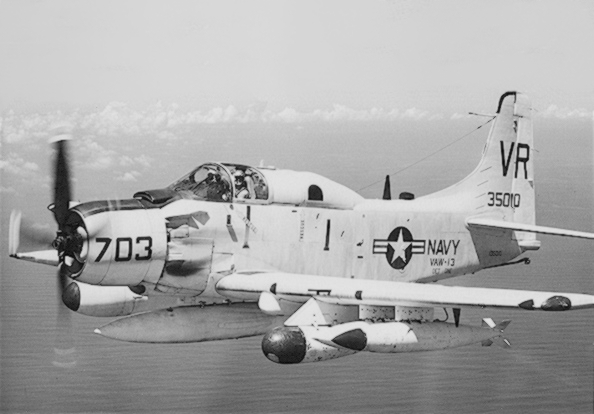
Douglas EA-1F.

### Entrada en servicio
Cuando el AD-1 apenas había entrado en servicio, fue elegido como avión de ataque monoplaza estándar embarcado y la Armada estadounidense solicitó versiones mejoradas. Para 1950, el torpedero Grumman TBM Avenger, el bombardero en picado Curtiss SB2C Helldiver y el Martin AM Mauler habían sido reemplazados en la misma por el AD Skyraider, el avión de ataque estándar de la flota. No se preveían compras más allá de 1950, pero entonces llegó la guerra de Corea.

### Corea
Aunque el Skyraider fue producido demasiado tarde como para tomar parte en la Segunda Guerra Mundial, se convirtió en la espina dorsal de la Armada estadounidense como aeronave de ataque embarcada, y de los Marines estadounidenses. En este papel participó en las misiones de apoyo aéreo cercano a las tropas aliadas en la guerra de Corea. En Corea, los A-1 se ganaron la reputación de ser el mejor avión de ataque. Realizaron misiones de ataque diurno, ataque nocturno, contramedidas y misiones de alerta temprana. El A-1 era el único avión en Corea capaz de lanzar 3 toneladas de bombas contra búnkeres, puentes y presas con la precisión del bombardeo en picado. 
El primer AD entró en acción desde el USS Valley Forge, con el Escuadrón VA-55, el 3 de julio de 1950. Su pesada carga de armamento y sus 10 horas de vuelo superaban de lejos a los reactores que estaban operativos en su época. El 16 de junio de 1953, un AD-4 del Escuadrón VMC-1 del USMC, pilotado por el mayor George H. Linnemeier, derribó un Polikarpov Po-2 biplano soviético, que se convirtió en la única victoria documentada del Skyraider en la guerra. Los AD-3N y AD-4N portaban bombas y bengalas para los ataques nocturnos.
Durante la guerra de Corea (1950-1953), los A-1 Skyraider volaron solo con la Armada y los Marines de los Estados Unidos, pintados normalmente de azul oscuro. Los A-1 demostraron ser muy superiores en apoyo aéreo a aviones más modernos como el Grumman F-9F Panther.
En 1951, varios A-1 Skyraider atacaron con torpedos la presa de Hwacheon, dañándola. Fue la única vez que se emplearon torpedos en Corea y la última vez que se lanzó un torpedo contra un blanco en tierra.
Un total de 101 Skyraider se perdieron en combate durante la guerra de Corea, y 27 por causas operacionales, para dar un total de 128 Skyraider perdidos en la citada guerra.

### Armada de Estados Unidos
Además de versiones de ataque AD, otras versiones fueron adquiridas por la Armada estadounidense:
- La versión AD-N de ataque nocturno de tres asientos.
- La versión AD-W de alerta temprana; también tenía tres asientos y en su radomo ventral llevaba un radar.
- La versión AD-Q de guerra electrónica contaba con dos asientos.
- La versión ASW de cuatro asientos AD-5 tenía un fuselaje alargado y ensanchado para permitir asientos de lado a lado para dos pilotos y tres tripulantes en el fuselaje. Se produjo finalmente como avión multifunción con kits de conversión para uso como transporte (12 asientos), carguero, ambulancia o remolcador de blancos.
- La versión de ataque fue mejorándose, hasta llegar al AD-7.[1]

Los Skyraider estuvieron en servicio activo durante más de 20 años. En 1947 equipó los primeros escuadrones y, antes de la guerra de Corea, 16 escuadrones de ataque de la Armada y 2 de los Marines lo empleaban. En Corea operaron tanto desde portaviones como desde bases terrestres. Después de Corea siguió siendo el avión de ataque estándar, y a mediados de la década de 1950 servían en 29 escuadrones de la Armada y 13 de los Marines. En 1956, la llegada de los A-4D supuso el inicio de su retirada, que duró hasta principios de la década de 1960. El Cuerpo de Marines retiró su último Skyraider en 1959.
En 1962, los Skyraider en servicio dejaron de ser AD y se volvieron a designar:
- AD-5 = A-1E.
- AD-5W = EA-1E.
- AD-5Q = EA-1E.
- AD-5N = A-1G.
- AD-6 = A-1H.
- AD-7 = A-1J.

Los A-1 estuvieron presentes en varias de las crisis en que la Armada estadounidense desplegó sus portaaviones: crisis de los misiles en Cuba, intervención en Líbano, intervención en República Dominicana, crisis en Taiwán, etc. en julio de 1954, dos A-1 Skyraider del portaviones USS Philippine Sea derribaron dos aviones de la Fuerza Aérea del Ejército Popular de Liberación (PLAAF).

### Vietnam

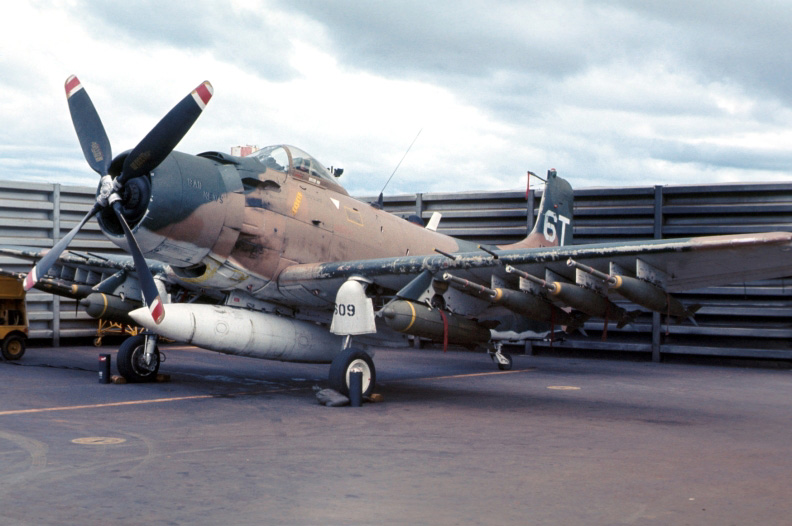
Douglas A-1 Skyraider del 6th Special Operations Squadron en Pleiku, octubre de 1969.

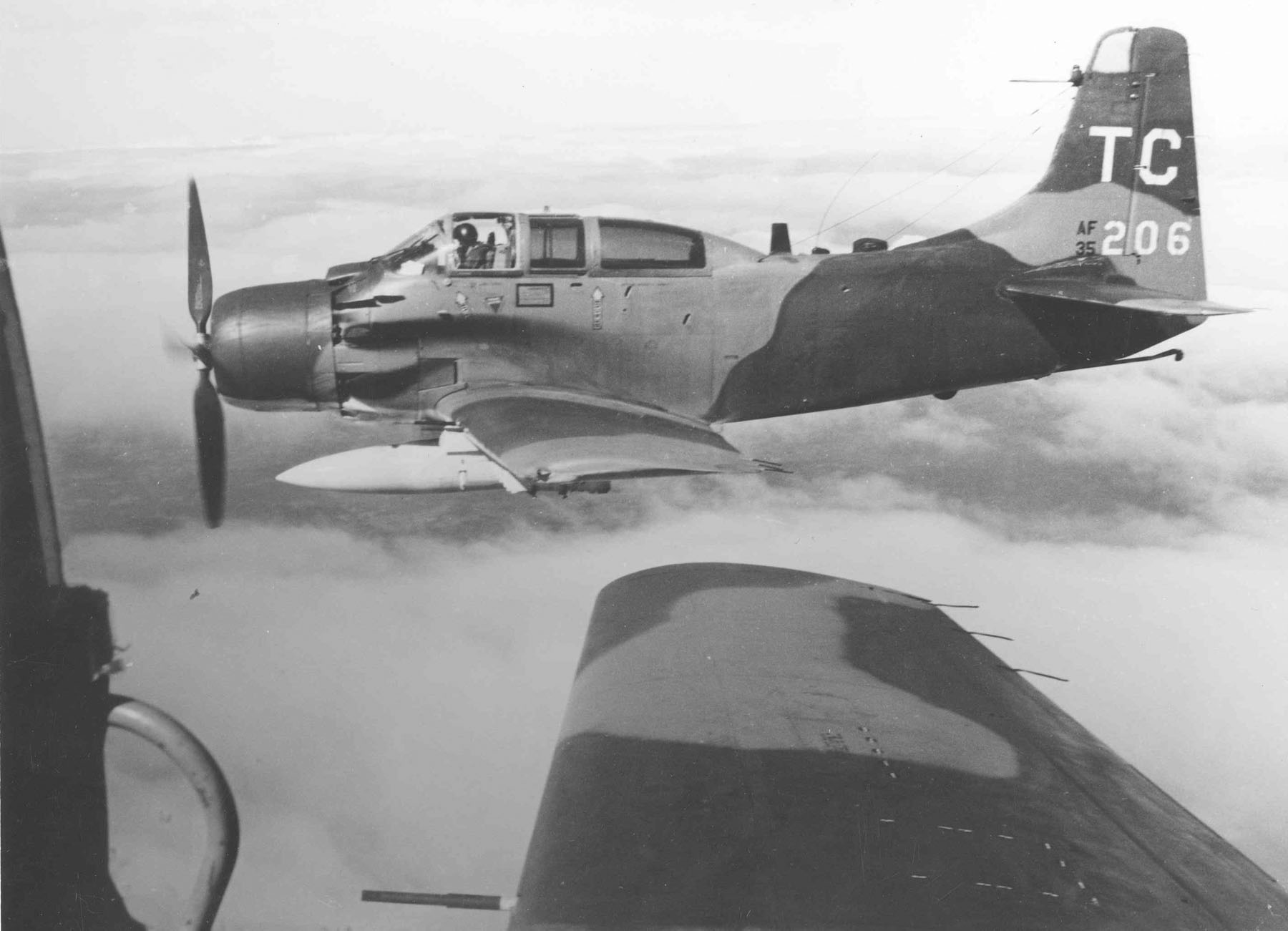
Douglas A-1E Skyraider del 1st Special Operations Squadron.

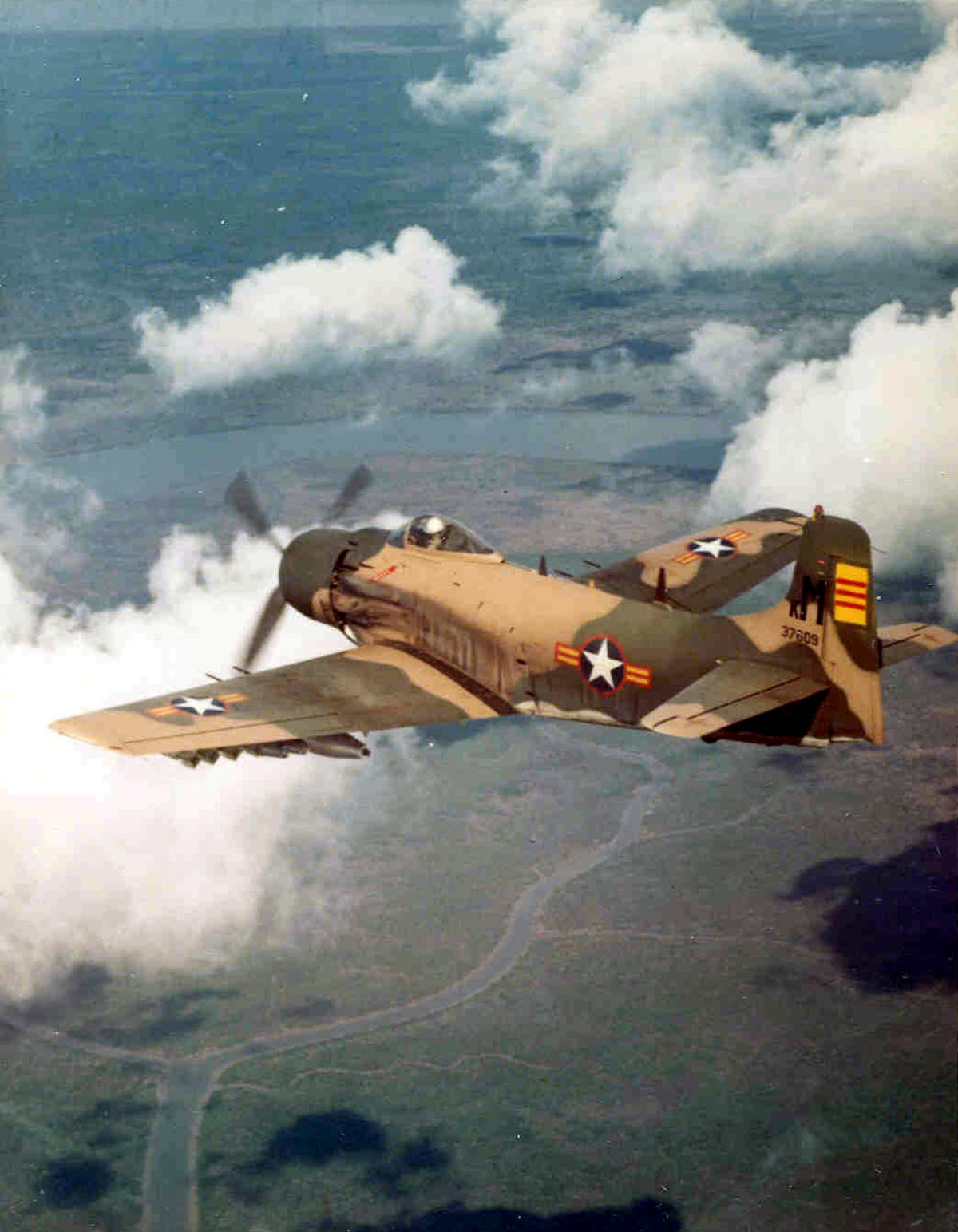
Douglas A-1H Skyraider survietnamita.

En 1964, el A-1 Skyraider era aún el avión de ataque en muchos portaaviones, aunque estaba previsto que fuera reemplazado por el A-6 Intruder, como en algunas funciones ya había hecho el A-4 Skyhawk. El A-1 era un anacronismo en un servicio donde las funciones de combate las realizaban reactores. Para 1968, el fortalecimiento de la defensa aérea norvietnamita, la cada vez mayor presencia de MiG-17 y MiG-21 y la amenaza de los misiles SA-2, hicieron que los A-1 hubieran sido retirados de primera fila. Hasta ese momento se habían equipado algunos aviones con contenedores ECM cuando realizaban misiones sobre Vietnam del Norte.
El Skyraider participó en los primeros ataques contra Vietnam del Norte antes de ser sustituido. Durante la guerra, los Skyraider de la Armada estadounidense derribaron dos aviones Mikoyan-Gurevich MiG-17 de fabricación soviética; uno el 20 de junio de 1965, que fue una victoria compartida entre el LT Clinton B. Johnson y LTJG Harles W. Hartman III del VA-25, y otro el 9 de octubre de 1966, por el LTJG William T. Patton del VA-176. Mientras, en la primera misión del piloto Dieter Denler, se dañó su A-1H sobre Vietnam y terminó estrellándose en territorio de Laos el 1 de febrero de 1966.
En Vietnam, la Fuerza Aérea necesitaba un avión especializado de ataque a tierra y apoyo aéreo cercano. La USAF empleaba sus reactores en este tipo de cometidos, con resultados poco satisfactorios y muchas quejas por parte de las tropas en tierra. La insuficiente eficacia en proporcionar apoyo aéreo adecuado por parte de los caros aviones de superioridad aérea como el F-4 condujeron al empleo por parte de la USAF del A-1 Skyraider y a la creación de aviones cañoneros (AC-47, AC-119 y finalmente el AC-130). Cuando los A-1 fueron retirados del servicio en la Armada, fueron transferidos a la Fuerza Aérea de Vietnam del Sur (VNAF). También el A-1 fue adoptado por la USAF, que empleó el Skyraider en uno de sus más famosos roles: la escolta de helicópteros de rescate de pilotos derribados, “Sandy”.
El mayor Bernard F. Fisher, pilotando un A-1E el 10 de marzo de 1966, fue galardonado con la Medalla de Honor por rescatar al mayor “Jump” Myers del campo de las fuerzas especiales en el Valle A Shau. El mayor Fisher aterrizó su avión para rescatar a su camarada derribado, ya que el helicóptero de rescate tardaría 30 minutos y el enemigo a menos de 200 m. Bajo la cobertura del resto de A-1, consiguió aterrizar, cargar al mayor Myers y despegar.
El coronel William A. Jones III de la USAF, pilotando un A-1H el 1 de septiembre de 1968, fue galardonado con la Medalla de Honor, por volver a la base con su avión seriamente dañado y sufriendo importantes quemaduras, e informando de la posición de un tripulante caído.
La USAF pronto aprendió que el A-1 Skyraider era un avión capaz de desempeñar múltiples misiones en Vietnam. Su misión principal inicial era apoyar a las Fuerzas Especiales. Pero pronto los A-1 comenzaron misiones nocturnas contra la ruta Ho Chi Minh, operaron en Laos en apoyo de las fuerzas anticomunistas, apoyaron a los soldados estadounidenses y cualquier otra misión que se les encargara. Entre todos sus roles, el más famoso es su participación en búsqueda y rescate de pilotos derribados. Las misiones SAR movilizaban helicópteros especializados como los Sikorsky HH-53 o los HH-3E Jolly Green Giant junto a los A-1 Skyraider, que se encargaban de mantener a raya al enemigo del punto de rescate. La misión típica implicaba una “Search and Rescue Task Force” compuesta por un HC-130P Crown de mando y abastecimiento en vuelo, dos helicópteros de rescate HH-3E o HH-53B/C y cuatro A-1 de protección y escolta. Las misiones SAR llegaron a implicar aviones F-105 Wild Weasel para neutralizar la amenaza SAM, F-4 Phantom para ataque y cisternas KC-135 y HC-130.
El Military Assistance Advisory Group (MAAG) decidió que era necesario reforzar la capacidad militar de Vietnam del Sur. Vietnam del Sur fue recibiendo aviones A-1E/H ex-Armada para aumentar su capacidad de combate. El avión entró en servicio en 1961 con la Fuerza Aérea de Vietnam del Sur (VNAF por sus siglas en inglés), reemplazando a los F8F como avión de ataque. Los aviones recibidos eran en muchos casos biplaza, ya que se esperaba que hubiera un piloto estadounidense y otro vietnamita a bordo. En 1962 ya operaban 22 aviones A-1 en la VNAF. Hasta 1968 otros 130 aviones fueron transferidos. Primero la Armada fue la encargada de entrenar a pilotos y mecánicos del VNAF, pero luego la USAF fue la encargada. Con estos aviones se formaron hasta siete escuadrillas de ataque del VNAF (516.ª, 514.ª, 518.ª, 520.ª, 522.ª, 83.ª SOG, 524.ª y 530.ª escuadrillas de caza). En 1968 se comenzó la transición de 3 escuadrones de Skyraider al Cessna A-37 Dragonfly, más moderno. Después de noviembre de 1972, todos los A-1 en servicio en el Sureste Asiático fueron transferidos a la Fuerza Aérea Survietnamita y su rol en la USAF fue tomado por el A-7 Corsair II.
El Skyraider en Vietnam fue pionero en la USAF en el concepto de avión de apoyo y contrainsurgencia, por la gran cantidad de horas de vuelo y sus bombardeos de objetivos lejanos. La USAF perdió 201 Skyraider por todo tipo de causas en el Sureste Asiático, mientras que la Armada solo perdió 65. De los 266 Skyraider perdidos, cinco fueron derribados por misiles tierra-aire (SAM), y tres fueron derribados en combate aéreo, dos por MiG-17 norvietnamitas. El primer A-1 derribado ocurrió el 29 de abril de 1966, y el segundo, el 19 de abril de 1967, ambos del Escuadrón de Mando Aéreo 602 (ACS). El tercer Skyraider, perteneciente al escuadrón VA-35, fue derribado por un MiG-19 chino el 14 de febrero de 1968. El LTJG Joseph P. Dunn (USN), voló demasiado cerca de la isla de Hainan (territorio chino) y fue interceptado. El Skyraider del teniente Dunn fue el último perdido en la guerra y él no sobrevivió. En un corto periodo, los escuadrones de A-1 Skyraider fueron sustituidos por A-4 Skyhawk.
En contraste con la guerra de Corea, acontecida una década antes, la Fuerza Aérea de los Estados Unidos utilizó los A-1 Skyraider. La necesidad de aviones contrainsurgencia se cubrió con los A-1 que se iban retirando de unidades navales. Como la guerra de Vietnam proseguía, los aviones de la USAF fueron pintados de camuflaje, mientras que los utilizados por la Armada utilizaron un esquema de color gris/blanco. En 1965, tras haber lanzado tres millones de kilos en carga, el CDR Clearence J. Stoddard, volando en un A-1H, soltó algo especial, hasta el momento nunca visto, junto con sus otras municiones (un inodoro).
La última misión de combate de los Skyraider en Vietnam sucedió el 30 de abril de 1975, cuando dos A-1 Skyraider y un cañonero AC-119 atacaron a los norvietnamitas en las proximidades de Saigón. Los misiles SA-7 derribaron a un A-1 y al AC-119, el otro A-1 desapareció sin dejar rastro.
Se calcula que unos 1000 A-1 pasaron por la guerra de Vietnam, cumpliendo más de 100 000 misiones. La USAF creó un escuadrón de entrenamiento en Estados Unidos por el que pasaron uno 1000 pilotos estadounidenses y 300 vietnamitas. Tecnológicamente, la aparición de los misiles SA-2 y SA-7 y de los cañones antiaéreos móviles ZSU-23 en Vietnam dejaron fuera de juego al A-1, dejando claro que ya no tenía lugar en una guerra en la que existiera una defensa antiaérea moderna. Los A-1 habían resistido a todo, pero en la ofensiva de primavera de 1972 las nuevas armas hicieron presencia y dejaron claro que el A-1 estaba obsoleto. Además, los cambios en tecnología de motores lo habían convertido en un avión caro y complicado de mantener.
Camboya fue otro de los usuarios del A-1. En 1965 compró a Francia 10 aviones, seguidos de cinco AD-4NA adicionales. Estos A-1 vivieron una vida tranquila hasta que un golpe de Estado derrocó al príncipe Sihanouk en 1970. En el ataque a la base Pochentong de enero de 1971 por parte del Ejército de Vietnam del Norte, la mayor parte de los aviones de la Fuerza Aérea fueron destruidos o averiados, probablemente también los Skyraider. Para proporcionar apoyo aéreo a las cada vez más intensas operaciones de combate en Camboya, los vietnamitas desplazaron al menos 20 A-1 Skyraider a Camboya en marzo de 1971.

### Argelia

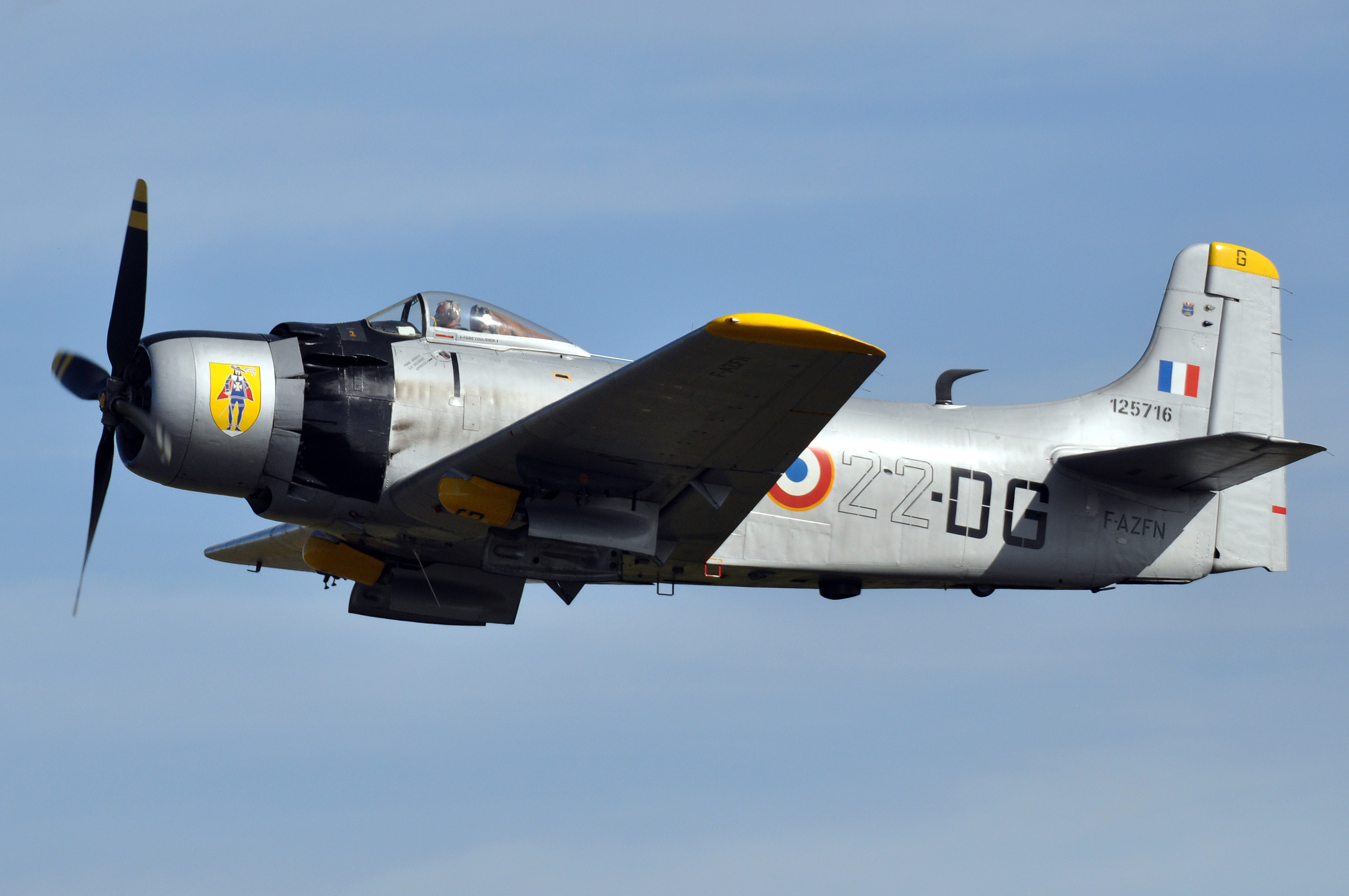
Douglas A-1 Skyraider pintado en los colores franceses.

La Fuerza Aérea francesa, el Armée de l'Air, tenía muy claro los aviones que necesitaba para las operaciones contra la guerrilla, y compró 113 AD-4 y AD-NA recién retirados de la Armada de los Estados Unidos, para reemplazar sus envejecidos F-47 Thunderbolt en Argelia. Al menos 20 aviones se compraron para servir como fuente de repuestos.
Una misión francesa se encontraba en Estados Unidos para obtener aviones T-28 Fennec que reemplazaran a los envejecidos T-6 Texan y se encontraron con los aviones. La capacidad de cargar 3 toneladas de armas, autonomía de vuelo y bajo coste operativo fueron valorados por los franceses. Los aviones se compraron a 16 000 dólares cada unidad y en Francia fueron modificados por SFERMA (Société Française d’Entretien et de Réparation de Matériels Aéronautiques), que los actualizó a AD-4 monoplaza.
El Skyraider fue usado exitosamente desde diciembre de 1959 hasta el final de la guerra de Argelia.
Las aeronaves estuvieron en servicio en las vigésima y vigésimo primera Escuadre de Chasse en el rol de apoyo aéreo, armados con cohetes, bombas y napalm. Las unidades francesas que volaron los Skyraider fueron:
- Escuadrón 2/20 Ouarsenis. Argelia.
- Escuadrón 1/20 Aures-Nementchas. Argelia.
- Escuadrón 3/20 Oranie. Argelia.
- Escuadrón de apoyo aéreo 1/21. Yibuti y Chad.
- Escadron de marche 2/21 (escuadrón temporal), luego Escuadrón 2/21. Madagascar.
- Escuadrilla ligera de apoyo aéreo 1/22 Ain. Chad.

La USAF tomó buena nota de la experiencia francesa de cara a equiparse en Vietnam.
Después de la guerra, algunos aviones fueron retirados y vendidos a Camboya, Gabón y Chad. Algunos Skyraider también siguieron en servicio con los franceses, que los enviaron a Yibuti y Madagascar. Posteriormente se trasladaron a Chad para ayudar a luchar contra el Frolinat (Front de Libération Nationale du Tchad), guerrilla apoyada por Libia. En 1978, en Chad, un Skyraider fue derribado por un misil SA-7. En 1979, el último A-1 en servicio volvió a Francia, haciendo oficial la retirada de servicio.

### Adaptabilidad
Además de servir durante la guerra de Corea y Vietnam como aeronave de ataque, el A-1 fue modificado como un avión de alerta temprana embarcado, reemplazando al Grumman TBM-3W Avenger. Sirvió en esta función para la Armada y la Marina Real, siendo reemplazado de estos cometidos por el E-1 Tracer y por el Fairey Gannet respectivamente.

## Variantes

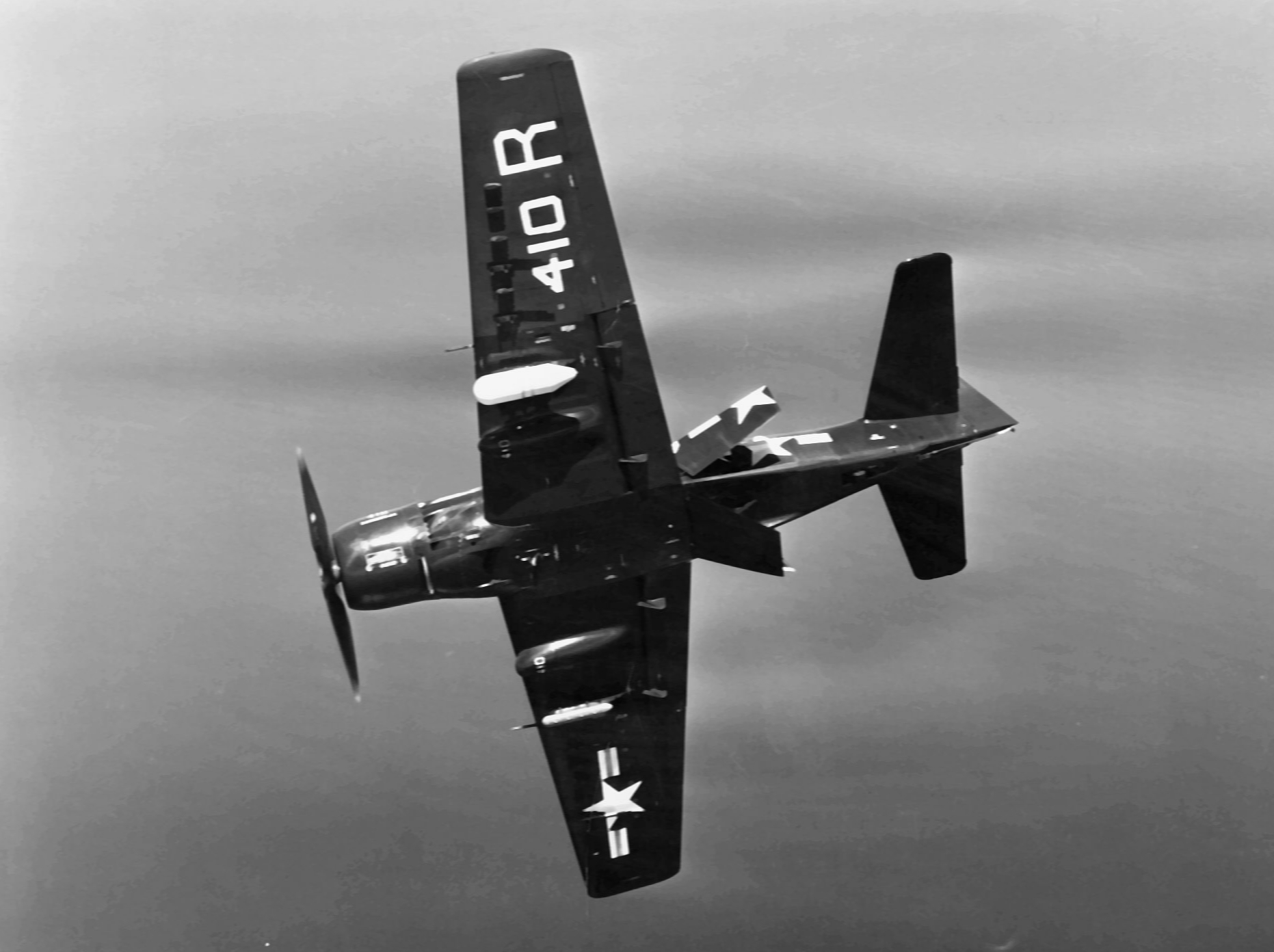
AD-3 extendiendo frenos de picado.

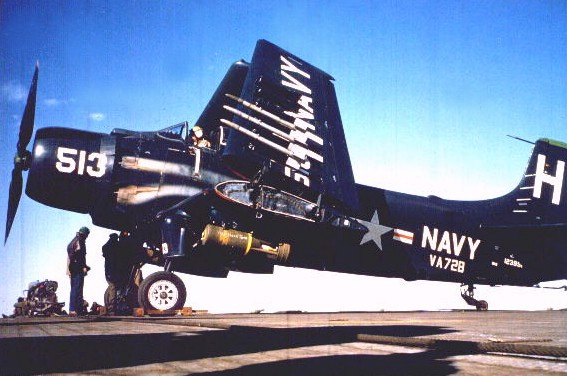
AD-4 del Regimiento VA-728.

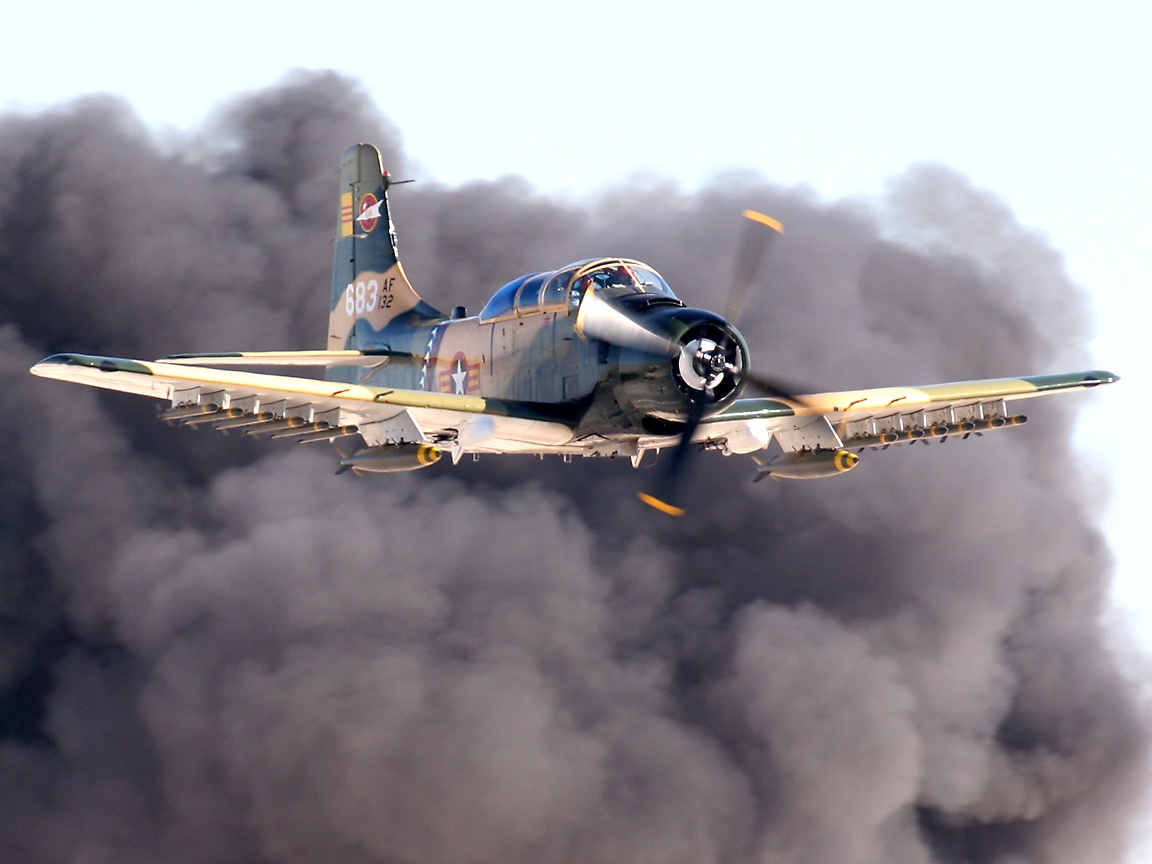
A-1E en una simulación de bombardeo.

Su producción termina en 1957, con un total de 3180 aeronaves construidas. Sin embargo, en 1962 existían A-1D Skyraider, que fueron rediseñados como A-1J, para posteriormente ser usados por la USAF y la Armada en la guerra de Vietnam.
El Skyraider pasó por siete versiones, comenzando por el AD-1, AD-2 y AD-3, que tenían pequeñas mejoras, y el AD-4, con motores más potentes Wright R-3350-26WA. La versión AD-5 fue significativamente modificada para permitir acomodar a dos tripulantes en paralelo; en la AD-5N se añadieron otros dos asientos para tripulantes, con un total de cuatro, para realizar misiones de ataque nocturno. El AD-6 fue una mejora del AD-4B, con equipamiento de vuelo mejorado para bombardeo a baja cota, y la versión final de producción, el AD-7, fue mejorada con motores R-3350-26WB; mismo motor que el del AD-4W, pero con un fuselaje más largo y ancho que permitía llevar a los dos pilotos, más otros dos tripulantes, en una carlinga más alargada y metálica, en lugar de los distintos materiales de plástico opaco anteriores.
XBT2D-1
Bombardero y torpedero monoplaza prototipo de la Armada.
XBT2D-1N
Prototipo de ataque nocturno con tres asientos, solo se construyeron tres unidades.
XBT2D-1P
Prototipo de reconocimiento fotográfico aéreo, solo se construyó uno.
XBT2D-1Q
Prototipo de contramedidas electrónicas, solo se construyó uno.
BT2D-2 (XAD-2)
Aeronave mejorada, solo se construyó una.
AD-1
Primera versión de producción, 242 construidos.
AD-1Q
Versión biplaza de contramedidas electrónicas, fueron construidos 35.
AD-1U
AD-1 con radar de contramedidas y equipo de remolque de blancos, sin armamento.
XAD-1W
Prototipo de alerta temprana de tres asientos, solo se construyó uno.
AD-2
Modelo mejorado, impulsado por un motor Wright R-3350-26W de 2700 hp. Fueron construidos 156.
AD-2D
Designación no oficial para los AD-2 usados como aeronaves de control remoto, para reunir y recopilar material radioactivo, después de pruebas nucleares.
AD-2Q
Versión del AD-2 de contramedidas electrónicas de dos asientos, 21 construidos.
AD-2QU
AD-2 con radar de contramedidas y equipamiento de remolque de blancos. Sin armamento y sin equipo de inyección de agua, solo se construyó una aeronave.
XAD-2
Similar al XBT2D-1, excepto el motor, capacidad de combustible incrementada.
AD-3
Versión turbopropulsada, designación inicial del A2D Skyshark.
AD-3
Fuselaje reforzado, tren de aterrizaje mejorado, 125 construidos.
AD-3S
Modelo de guerra antisubmarina, solo fueron construidos dos prototipos.
AD-3N
Versión de ataque nocturno con tres asientos, 15 construidos.
AD-3Q
Versión de contramedidas electrónicas, equipamiento de contramedidas reubicado para una mayor comodidad de la tripulación. 23 construidos.
AD-3QU
Remolque de blancos, pero la mayoría fueron entregados como AD-3Q.
AD-3W
Aeronave de alerta temprana, 31 construidos.
XAD-3E
AD-3W modificado para guerra antisubmarina (ASW).
AD-4
Refuerzo del tren de aterrizaje, radar mejorado, brújula G-2, traje anti-G, cuatro cañones de 20 mm y 14 lanzacohetes Aero, 372 construidos. 
AD-4B
Versión especialmente diseñada para llevar armas nucleares, fue también armada con cuatro cañones automáticos de 20 mm. 165 construidos más 28 conversiones.
AD-4L
Equipado para operaciones invernales en Corea, 63 conversiones.
AD-4N
Versión de ataque nocturno con 3 asientos. 307 construidos.
AD-4NL
Versión del AD-4N, 36 conversiones.
AD-4NA
Designación de 100 AD-4N sin equipamiento de ataque nocturno, fue equipado con cañones automáticos de 20 mm, para servicio en Corea como avión de ataque a tierra.
AD-4Q
Versión de contramedidas electrónicas, con dos asientos, 39 construidos.
AD-4W
Versión de alerta temprana con tres asientos.
Skyraider AEW. Mk 1
50 AD-4W transferidos a la Marina Real.
A-1E (AD-5)
Asientos en paralelo para piloto y copiloto, 212 construidos.
A-1G (AD-5N)
Versión de ataque nocturno con cuatro asientos, con radar de contramedidas, 239 construidos.
EA-1F (AD-5Q)
Versión de contramedidas electrónicas de cuatro asientos, 54 construidos.
AD-5S
Prototipo para probar los detectores de anomalías magnéticas, equipamiento antisubmarino.
EA-1E (AD-5W)
Versión de alerta temprana, con tres asientos.
A-1H (AD-6)
Aeronave de ataque, monoplaza, con tres frenos de picado, soportes centrales reforzados para soportar 1600 kg (3500 lb) de armamento, diámetro de 760 mm (30 pulgadas), eyector de bombas de combinación 360/760 mm (14/30 pulgadas) y director de bombas de alta/baja altitud, 713 construidos.
A-1J (AD-7)
Modelo de producción final, impulsado por motores Wright R-3350-26WB, con mejoras estructurales que incrementaban la vida del ala, 72 construidos.
UA-1E
Versión utilitaria del AD-5.

## Operadores
Camboya
- Fuerza Aérea Camboyana

 República Centroafricana

Países usuarios del A-1 Skyraider..

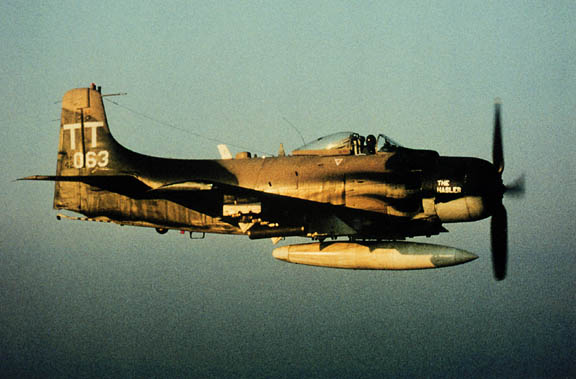
Douglas A-1J.

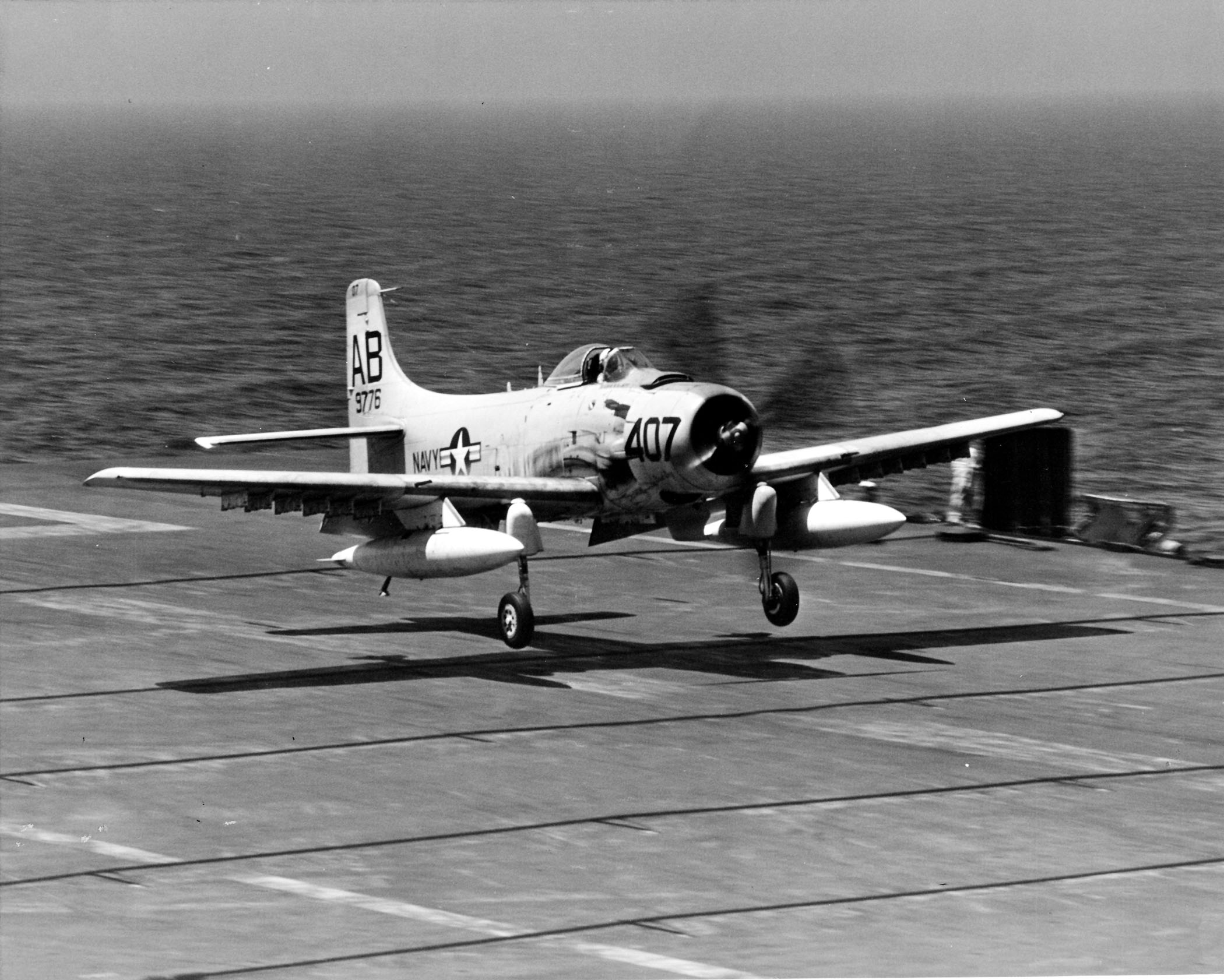
Douglas AD-6 Skyraider despegando.

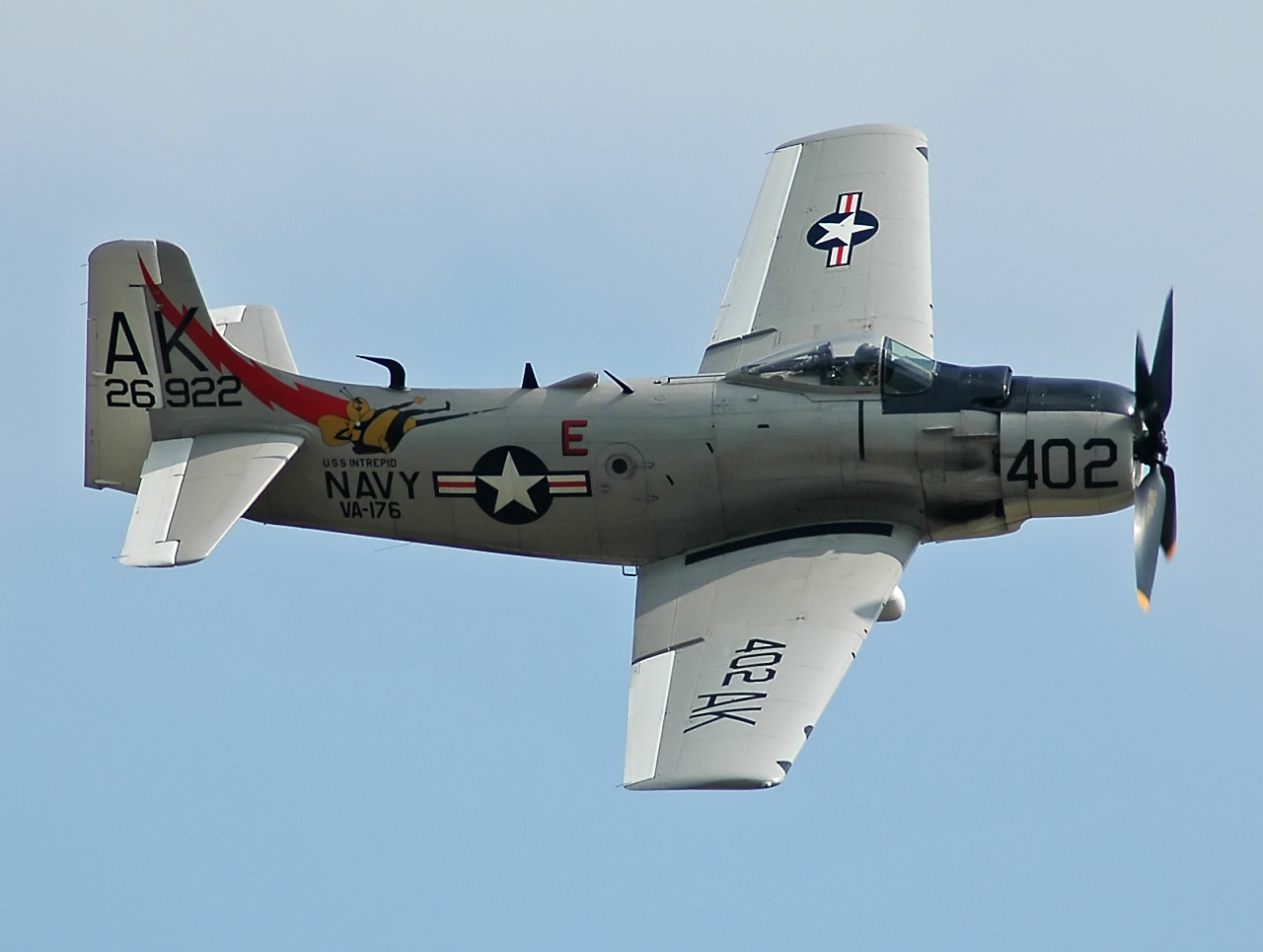
Douglas A-1H.

- Fuerza Aérea de la República Centroafricana

 Chad
- Fuerza Aérea de Chad

 Estados Unidos
- Armada de los Estados Unidos
- Cuerpo de Marines de los Estados Unidos
- Fuerza Aérea de los Estados Unidos

 Filipinas
- Fuerza Aérea de Filipinas

 Francia
- Ejército del Aire francés

 Gabón
- Fuerza Aérea Gabonesa

 Reino Unido
- Marina Real Británica - Arma Aérea de la Flota

 Suecia
- Fuerza Aérea Sueca

 Tailandia
- Real Fuerza Aérea Tailandesa

 Vietnam
- Fuerza Aérea de Vietnam

 Vietnam del Sur
- Fuerza Aérea de Vietnam del Sur

## En la cultura popular
- El Skyraider no fue un icono como otros aviones, pero aparece en algunas películas sobre la guerra de Vietnam, tales como Boinas verdes (1968), El vuelo del Intruder (1990) (volando como escolta Sandy) y Cuando éramos soldados (2002) en el rol de apoyo a tierra. El Skyraider también jugó un importante papel en Rescate al amanecer, que relata la historia de la fuga de Laos del teniente Dieter Dengler. El Skyraider también aparece en Los puentes de Toko-Ri, la clásica película sobre la guerra de Corea.
- Aparece en el videojuego War Thunder como avión de compra.

## Especificaciones (A-1H Skyraider)
Referencia datos: McDonnell Douglas Aircraft since 1920

### Características generales
- Tripulación: Uno (piloto)
- Longitud: 11,8 m (38,8 ft)
- Envergadura: 15,3 m (50 ft)
- Altura: 4,8 m (15,7 ft)
- Superficie alar: 37,2 m² (400,3 ft²)
- Peso vacío: 5429 kg (11 965,5 lb)
- Peso cargado: 8213 kg (18 101,5 lb)
- Peso máximo al despegue: 11 340 kg (24 993,4 lb)
- Planta motriz: 1× motor radial sobrealimentado de 18 cilindros en dos filas Wright R-3350-26WA.
  - Potencia: 2000 kW (2757 HP; 2720 CV)
- Hélices: 1× Cuatripala por motor.

### Rendimiento
- Velocidad máxima operativa (Vno): 518 km/h (322 MPH; 280 kt) a 5500 m
- Velocidad crucero (Vc): 319 km/h (198 MPH; 172 kt)
- Alcance: 2115 km (1142 nmi; 1314 mi)
- Techo de vuelo: 8700 m (28 543 ft)
- Régimen de ascenso: 14,5 m/s (2854 ft/min)
- Carga alar: 220 kg/m² (45,1 lb/ft²)
- Potencia/peso: 250 W/kg

### Armamento
- Cañones: 

  - 4x M2 de 20 mm
- Puntos de anclaje: 15 soportes externos con una capacidad de 3600 kg, para cargar una combinación de:
  - Bombas, torpedos, dispensadores de minas, cohetes y contenedores de ametralladoras

## Aeronaves relacionadas

### Desarrollos relacionados
- Douglas A2D Skyshark

### Aeronaves similares
- Aichi B7A
- Martin AM Mauler
- Westland Wyvern

### Secuencias de designación

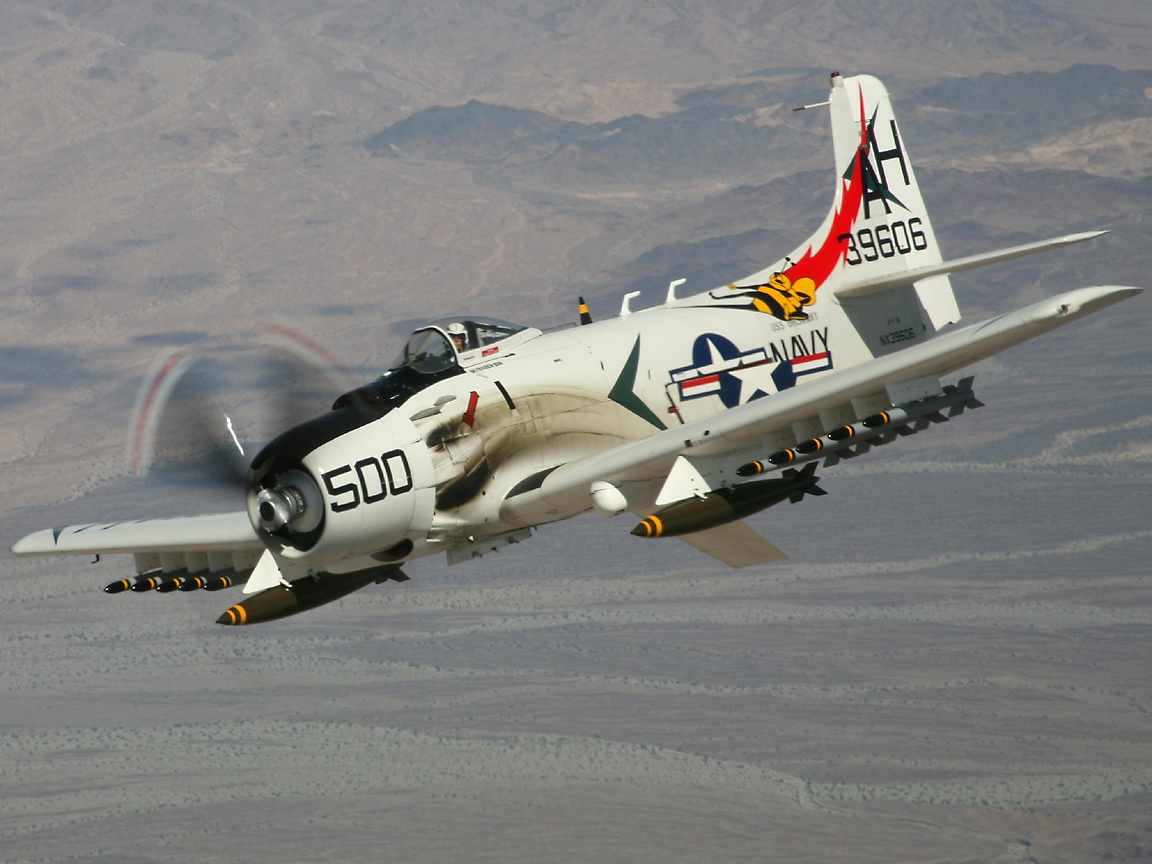
Douglas A-1H realizando un picado.

- Secuencia BT_D (Torpederos de la Armada estadounidense, 1942-1945 (Douglas, 1922-1962)): BTD - BT2D
- Secuencia A_D (Aviones de Ataque de la Armada estadounidense, 1946-1962 (Douglas, 1922-1962)): AD - A2D - A3D - A4D
- Secuencia A-_ (Aviones de Ataque estadounidenses, 1962-presente): A-1 - A-2 - A-3 - A-4 →